# Valle del Atrato-San Juan
Valle del Atrato-San Juan se encuentra ubicado en Colombia. Este valle está comprendido desde la Serranía del Baudó, la Cordillera Occidental y el río Atrato. Se caracteriza por ser una selva lluviosa, de clima cálido y húmedo.